# Valinor
Valinor (v překladu země Valar) je země Valar v Amanu v Tolkienově světě. Hlavním městem je Valimar, kde přebývají Vanyar spolu s Valar, další dvě města jsou Tirion, kde bydlí Noldor, a přístav Alqualondë, kde přebývají Teleri. Poblíž východního pobřeží je ostrov pojmenovaný Tol Eressëa. Valinor se také nazývá Země neumírajících, protože pouze nesmrtelným osobám je zde povoleno zůstat až na vzácné výjimky u hobitích nositelů Jednoho prstenu a možná trpaslíka Gimliho, který doprovázel svého přítele Legolase.

## Obyvatelé
Každý z Valar s výjimkou Ulma má ve Valinoru svou vlastní zemi, kde bydlí. Yavanna, Valie přírody, přebývá na Yavanniných pastvinách na jihu ostrova. Oromë, Vala lovu, bydlí v lesích na severovýchod od pastvin, jež se po něm jmenují Oromëho lesy. Tyto lesy jsou domovem mnohých stvoření, které může stopovat a lovit. Nienna, osamělá Valie zármutku a truchlení, bydlí na samém západě ostrova v Neinniných síních, kde pláče nad pokaženou Ardou. Její bratr Mandos přebývá v Mandosových síních na sever od pastvin a na jihovýchod od síní Nienny. Do těchto síní jdou všichni elfové, kteří zemřeli (ačkoliv elfové nemohou zemřít věkem, dají se zabít). S Mandosem žije jeho manželka Vairë, Tkadlena, která tká sítě příběhů. 
Na východ od síní Mandosu na ostrůvku uprostřed jezera Lórellin žije Estë. Její manžel Irmo (Vala snů známý též jako Lórien) bydlí poblíž v zahradách Lórienu (nesmí být zaměňováno s Lothlórienem ve Středozemi, který byl vytvořen stejným Valou, Lórienem). Na sever od nich má svůj dům Aulë, kovář Valar, který je manželem Yavanny. Na severovýchodě na hoře Taniquetilu, nejvyšší v celé Ardě, leží sídlo Manwëho a Vardy, dvou nejmocnějších, kteří jsou zároveň manželé. Na západ od Taniquetilu dříve stály na pahorku Ezellohar Dva stromy Valinoru, Telperion a Laurelin.

## Geografie
Celý ostrov je obklopen ze tří stran (včetně severní, jež je chráněna i ledovými krami) obrovským pásmem hor Pelóri. Na samém severovýchodě byla před pádem Númenoru úžina Helcaraxë, pokrytá rozlehlou ledovou pokrývkou, jediným spojením mezi Valinorem a Středozemí mimo moře. Touto úžinou prošla velká část Noldor na své pouti do Středozemě a nebylo jim po mnoho let umožněno vrátit se zpět. Na západní straně ostrova se nachází Ekkaia, Okružní moře, jež obklopuje jak Aman, tak i Středozem.
Podél východního pobřeží se táhl před zkázou Númenoru dlouhý řetěz Začarovaných ostrovů. Do Beleageru (moře, které odděluje Valinor a Středozem) je umístili v prvním věku Valar, aby zabránili každému smrtelnému i nesmrtelnému dostat se do zemí neumírajících. 
Po Pádu Númenoru byly země neumírajících vyňaty z Ardy a jen elfové se mohli na lodích dostat Přímou cestou do Valinoru. Výjimkou byli pouze hobiti Frodo a Bilbo Pytlík a možná trpaslík Gimli, kterým bylo uděleno zvláštní povolení Valar.